# 安索阿特吉州
安索阿特吉州（西班牙語：Estado Anzoátegui）是委內瑞拉東北部的一個州，北臨加勒比海，南界奧里諾科河。面積43,300平方公里，2007年人口1,477,900人。首府巴塞隆納。
1909年建州。下分有一個自治市。省名紀念獨立英雄何塞·安东尼奥·安索阿特吉。